# Arhitectură bisericească
|  |

|  |

|  |

|  |

Arhitectura bisericească sau arhitectura ecleziastică se referă la arhitectura lăcașelor creștine de cult. Ea a evoluat de-a lungul timpului. Stilurile arhitecturii bisericești diferă în funcție de epocă și regiune geografică. Cele mai importante stiluri de biserici sunt: 

## Stilul romanic
- Stilul romanic este stilul care a păstrat formele arhitecturii imperiului roman, specific mai ales Bisericii Romano-Catolice.

## Stilul bizantin
- Stilul bizantin este stilul geamăn al stilului romanic, apărut prin secolul V în Imperiul Roman de Răsărit (Bizantin), specific Bisericii Ortodoxe.

## Stilul gotic
- Stilul gotic, este un stil apărut prin secolul al XIII-lea în Franța, specific Bisericii Romano-Catolice și Bisericilor Protestante ;
- articol dedicat

## Stilul renascentist
- Stilul renascentist este un stil apărut în Epoca Renașterii în secolul XVI în Italia și este specific Bisericii Romano-Catolice

## Stilul baroc
Mai sunt și altele, dar acestea cinci sunt cele mai cunoscute.